# Некрич, Александр Моисеевич
Алекса́ндр Моисе́евич Не́крич (3 марта 1920—31 августа 1993) — советский историк, доктор исторических наук, специалист по военной и европейской истории XX века, после эмиграции в США — специалист по советской истории. Особую известность приобрёл в связи с изъятием в 1967 году тиража его книги «1941. 22 июня», и исключением автора из КПСС.

## Биография
Александр родился 3 марта 1920 года в Баку, в семье журналистов. Семья вскоре переехала в Тифлис, затем в Москву. Осенью 1937-го поступил, и в 1941-м закончил обучение на историческом факультете МГУ. По окончании учёбы, с началом войны, Некрич записался добровольцем в ополчение. Прошёл войну от Сталинграда до Кёнигсберга, на фронте воевал с 1942 по 1945. Член КПСС с марта 1943 года. Уволен в запас 7 сентября 1945 в звании капитана. После демобилизации поступает в аспирантуру Института истории АН СССР.
С 1950 по 1968 год был сотрудником в Институте истории АН СССР. После разделения института в 1968 году на Институт истории СССР АН СССР и Институт всеобщей истории АН СССР, продолжил работу в этом последнем. Получил учёное звание старшего научного сотрудника. Был избран секретарём партийной организации института.
Кандидат исторических наук (1949), тема диссертации: «Английская политика в Европе накануне 2-й мировой войны» (научный руководитель академик И. М. Майский, известный дипломат, посол в Лондоне). Доктор исторических наук (с 1963), тема диссертации: «Внешняя политика Англии в годы второй мировой войны (сентябрь 1939 — июнь 1941 г.)».
Как считал историк-исследователь Л. П. Петровский, карьера Некрича складывалась достаточно удачно до второй половины 1960-х годов:

А. М. Некрич обладал талантом историка-исследователя и публициста, он писал свои работы ярко, увлекательно, страстно. Не без препятствий, но довольно быстро защищает кандидатскую и докторскую диссертации, становится старшим научным сотрудником Института истории АН СССР, его рекомендуют для избрания в члены-корреспонденты Академии наук.

## Книга о войне, эмиграция
В 1965 году в издательстве АН СССР «Наука» была выпущена 50-тысячным тиражом написанная им книга «1941, 22 июня», которая затем вызвала серьёзный скандал. Затем книга была перепечатана в ряде стран Европы и в США. В книге был сделан упор на нарративные источники — были использованы ценные сведения, почерпнутые автором из бесед с непосредственными участниками событий (маршалами Советского Союза, начальником Главного разведовательного управления Генерального штаба), она также содержала выдержки из книг Л. М. Сандалова, и других авторов. Автор позволил себе анализ официальных сообщений, в частности, сообщения ТАСС от 13 июня 1941 года. Подача информации в книге находилась в диссонансе с текстом (подготавливаемого) первого издания официальной истории Великой Отечественной войны.

Мы знаем, насколько необходимо критическое отношение к мемуарам, заявлениям тех или иных лиц, какими бы высокопоставленными они ни были в тот период, к той роли, какую они лично сыграли в этот период. — Некрич Александр - Обсуждение книги А. М. Некрича "1941, 22 июня" в Институте марксизма-ленинизма при ЦК КПСС
В 1967 году за отказ признать «свои ошибки» Александр Некрич был исключён из КПСС Комитетом партийного контроля при ЦК КПСС под председательством члена Политбюро ЦК КПСС Арвида Пельше:

Исключить из членов КПСС Некрича Александра Моисеевича (член КПСС с марта 1943 г., партбилет № 0015879) за преднамеренное извращение в книге «1941. 22 июня» политики Коммунистической партии и Советского государства накануне и в начальный период Великой Отечественной войны, что было использовано зарубежной реакционной пропагандой в антисоветских целях.
В августе 1967 года книга «1941. 22 июня» была изъята из тех библиотек СССР, в которых не было «отделов специального хранения» и уничтожена, а самого Некрича исключили из КПСС.
Позже, к весне 1975-го, он завершил книгу «Наказанные народы», о массовых депортациях народов в СССР. Понимая, что книгу с таким содержанием к печати не допустят, Некрич передал рукопись для опубликования за рубежом. На русском же языке книга впервые вышла в журнале «Нева» в 1993.
В июне 1976 года историк эмигрировал из СССР. Сначала жил и работал в Лондоне, затем в США, в Русском исследовательском центре Гарвардского университета, г. Кембридж, Массачусетс — одном из самых важных в США центров по изучению России (создан в 1948 году по инициативе корпорации Карнеги). Работал редактором «Обозрения» — политико-исторического приложения к «Русской мысли».

### Критика книги и её причины
Подготовленный к печати текст прошёл цензуру; но осенью 1964 года сменился первый секретарь ЦК КПСС. В результате этого на смену первому шеститомнику «Великая Отечественная война» готовился второй выпуск, другой вариант истории. В изданных во время «хрущёвской оттепели» книгах о войне активно критиковался Сталин, выделялась роль (уже свергнутого) Хрущёва, и совершенно не упоминался Брежнев (из-за его незначительного участия в войне).
После обсуждения «в узком кругу», по словам председательствующего Е. А. Болтина, было принято решение обсудить изменения в тексте книги с целью (по словам первого оратора Г. А. Деборина, «хотелось бы по некоторым связанным с этим (ВОВ) вопросам договориться, чтобы иметь общее мнение». Так в 1966 году в Институте марксизма-ленинизма было организовано собрание с участием примерно 200—250 участников. Критике были подвергнуты многие частные вопросы: прилёт Гесса, ответственность Сталина, Тимошенко и Жукова за разгром 1941 года, анализ сообщения ТАСС, а главное — ссылки на лиц, «неугодных» при новом руководителе партии. Многие рядовые участники поддерживали точку зрения Некрича, в том числе выкриками с места. Тем не менее, в заключение обсуждения, Некричу были предписаны указания по исправлению текста книги. Автор проявил упорство, поэтому его сняли с должности и исключили из партии, а его книгу изъяли из библиотек и книготорговой сети. 
Как вспоминал А. М. Некрич: «Во время войны мне пришлось многое увидеть и ещё больше понять… Скажу поэтому только одно: книга о начале войны в июне 1941 г. была мною задумана в те дни, когда я в теплушке возвращался из Восточной Пруссии в Москву. Но осуществить свое намерение мне удалось лишь значительно позже. Должно было пройти почти двадцать лет занятий историей, чтобы я созрел для такой книги».

## Семья
- Отец — Моисей Исидорович Некрич (1884, Либава — 1965, Москва), журналист
- Мать — Фанни Константиновна Некрич, урождённая ? (1890—1975)
- Дядя — Максим Исидорович (Мордехай Исерович) Некрич (1893, Либава — 1983, Харьков), химик[18]
- Двоюродный брат — Абрам Иосифович Лихтер (1911, Либава—?), советский учёный. Доктор физико-математических наук.